# Diaconia
Il termine diaconia (greco antico: διακονία diakonía ‹servizio›, a partire da διάκονος ‹servitore›) significava in origine mettere in pratica la parola del Vangelo in favore dei poveri, sotto forma di testimonianza personale e comunitaria, come anche un servizio alle singole persone e alla società. Il significato della parola, col passare dei secoli, si è sviluppato in diverse direzioni:
- Seguendo l'approccio della religione protestante, è usato principalmente per indicare attività caritative.
- Per la Chiesa cattolica, il termine ha un significato più generico e designa sia uno specifico titolo associato ad una chiesa di Roma quanto il rispettivo ufficio di cardinale diacono[2]. Inoltre in alcune diocesi, in caso di carenza di presbiteri, è invalso l'uso di affidare ad un diacono (sempre sotto la giurisdizione del parroco) quella che altrimenti sarebbe una chiesa rettoriale o una cappella, che assume così il nome di diaconia.
- Nel lessico popolare romano dello Stato Pontificio con il termine "Diaconia" si identificava la mensa per i poveri annessa ad alcune chiese. Fiorenti nella seconda parte dell'Ottocento le "diaconie" sono andate diminuendo dopo l'annessione di Roma al Regno d'Italia e il lemma è divenuto desueto dopo la guerra, per poi estinguersi all'inizio del secondo millennio con la scomparsa degli ultimi nati ai primi del '900.